# Bo intercanviable
Un bo intercanviable (en anglès: Exchangeable bond, acrònim: XB) és un tipus de valor financer híbrid consistent en un bo i una opció inserida, que dona dret a canviar els bons per accions d'una companyia diferent de l'emissora del bo (usualment una subsidiària o altre en la qual l'emissor hi té participació) en un moment determinat, en unes condicions preestablertes. Un bo intercanviable és diferent d'un bo convertible, el qual dona dret al tenedor de l'opció a convertir el bo en accions del mateix emissor.

## Pricing
La valoració d'un bo intercanviable és similar a la d'un bo convertible, valorant d'una banda el bo i de l'altra l'opció inserida separadament.
- El Preu d'un bo intercanviable = preu d'un bo + preu de l'opció a intercanviar
- El preu d'un bo intercanviable és sempre més alt que el preu d'un bo simple perquè l'opció dona valor al tenedor.
- Per tant, la rendibilitat a venciment d'un bo extensible ha d'ésser inferior a la d'un bo simple.